# Алт-лајт
Алт-лајт и нова десница, је лабаво дефинисан десничарски политички покрет чији чланови себе сматрају одвојеним и од мејнстрим конзервативизма и од крајње десних, белих националиста перспектива карактеристична за алт-рајт, која је делимично између њих у културним погледима. Концепт је првенствено повезан са Сједињеним Државама, где се појавио 2017.
Према Орену Сегалу из Anti-Defamation League, алт-лајт функционише у орбити алт десног, и понекад можда неће бити могуће уочити разлику између групација јер постоји значајно укрштање. Други су је описали као изданак алт-деснице, у томе да одбацује политику идентитета — укључујући бели национализам и расизам алт-деснице — иако деле друге кључне карактеристике и уверења.

## Историја
Термин алтернативна десница сковао је Пол Готфрид, али га је касније усвојио Ричард Б. Спенсер који је покушао да га употреби за промовисање белих националистичких идеја широм политичке деснице у САД. Међутим, остали су различити погледи на термин; неки су га схватили као кровни термин за широк спектар десничара изван неоконзервативизма који је тада био доминантан у САД, укључујући палеоконзервативце, либертаријанце, локалисте и десничарске популисте, као и беле националисте. До 2010. године, многи десничари не-белих националиста који су користили овај термин дистанцирали су се од њега након што је постало све очигледније да је Спенсер овај израз конципирао за пропагирање белог национализма. Године 2016, када је термин постао популаризован у јавном дискурсу САД, поново су га почели да користе многи људи који нису били бели националисти, али који су га видели као користан термин за означавање десничара изван мејнстрим конзервативног покрета.
Неки су пратили признавање алт-лајта – као различитог ентитета од алт-рајтта – до онога што се види као консолидације алт-рајта као белог националистичког покрета, док је алт-лајт више културно националистички. У говору одржаном на састанку белих националиста у новембру 2016, Ричард Б. Спенсер (коме се често приписује стварање или популаризација термина алт-рајт) цитирао је нацистичку пропаганду и изјавио „Живео Трамп, живео наш народ, живела победа!“ док су чланови публике на ово одговорили салутирањем Хитлеру.
Након тога, различите личности које су биле повезане са алт-десницом оградиле су се од Спенсерових примедби и сугерисале да су се из алт-деснице појавиле две фракције. Ово је био резултат „раздора“ унутар ширег покрета алт-деснице, између оних, с једне стране, који су фаворизовали бели национализам и експлицитни расизам, и умеренијих снага с друге. Према АДЛ-у, постоји укрштање и померање линија између група алт-десно и алт-лајт, што отежава или немогуће утврдити којој страни идеологије припадају.

## Веровања
Људи повезани са алт-лајтом дистанцирали су се од етничког национализма алт-деснице. Као и код алт-деснице, алт-лајт обично показује широку подршку Доналду Трампу, културном национализму и неинтервенционизму. Многи идеолошки припадници критикују или се противе политичкој коректности, исламу, феминизму (понекад ограниченом на трећи талас), ЛГБТ правима, социјалној помоћи и илегалној имиграцији. Anti-Defamation League га је описала као „мизогинистички“ и „ксенофобични“ покрет.
Алт-рајт фигуре су описали Breitbart News и Стива Банона као алт-лајт за представљање разводњеног облика алтернативних десних идеја.
Виред је назвао алт-лајт релативно благим братом алт-деснице.